# U87
Ne doit pas être confondu avec U-87.
Les U87 sont des cellules d'une lignée cellulaire humaine cancéreuse de glioblastomes (GBM) très utilisée en biologie cellulaire et en recherche biomédicale. Cette lignée, anciennement appelée U-87MG (pour Uppsala 87 Malignant Glioma), a été établie en 1968 à l'université d'Uppsala. Elle est issue d'une patiente de 44 ans atteinte d'un cancer du cerveau au stade IV. Le génome des U87 a été séquencé en intégralité et publié en 2010 dans PLoS Genetics. Il est acquis depuis 2016 que la plupart des cellules U87 utilisées en recherche ne sont plus celles issues de la patiente d'origine puisqu'elles possèdent un chromosome Y. 

## Caractéristiques
Les U87 sont des cellules épithéliales dérivées des cellules gliales. Comme la plupart des cellules cancéreuses, elles présentent de nombreuses anomalies génétiques, et notamment une hypodiploïdie, 48 % des cellules possédant 44 chromosomes au lieu de 46.

## Obtention
Les U87 peuvent être obtenues auprès de l'American Type Culture Collection (ATCC) sous la référence HTB-14. 

## Conditions de culture
Les U87 sont cultivées à 37 °C, dans une atmosphère contenant 5 % de CO2, dans du milieu EMEM supplémenté avec 10 % de sérum de veau fœtal et de la glutamine.